# Рудольф Паннір
Рудольф Ернст Макс Паннір (нім. Rudolf Ernst Max Pannier; 10 липня 1897, Гера — 19 серпня 1978, Гамбург) — німецький офіцер, штандартенфюрер СС і оберст охоронної поліції. Кавалер Лицарського хреста Залізного хреста.

## Життєпис
1 травня 1917 року призваний на службу в Імперську армію, служив у 9-му армійському корпусі. Після закінчення першої світової війни був членом фрайкорів, які діяли у Шлезвіг-Гольштейні та Курляндії. 7 січня 1920 року поступив на службу в поліцію. 
З 1 квітня 1942 року воював на Східному фронті, командир 1-го батальйону 2-го поліцейського стрілецького полку. 11 травня 1942 року вступив у СС (посвідчення №465 891) і переведений у війська СС. У червні-липні 1942 року — начальник штабу командира військ СС в Нідерландах, після чого призначений командиром призовного відділу 4-ї поліцейської дивізії СС. В жовтні-листопаді 1943 року — командир відділу підкріплень СС і поліції в Центральній Росії. З листопада 1943 року — командир 33-го винищувального полку СС. З 23 вересня 1944 року і до кінця війни — командир 31-го гренадерського полку військ СС (галицького №3) 14-ї гренадерської дивізії військ СС (галицької №1). 9 травня 1945 року був важко поранений у боях під Віднем.

## Звання
- Запасний рекрут (1 травня 1917)
- Унтер-вахмістр поліції (7 січня 1920)
- Вахмістр поліції (1923)
- Обер-вахмістр поліції (1923)
- Лейтенант поліції (1 квітня 1924)
- Обер-лейтенант поліції (1 липня 1927)
- Гауптман поліції (1 квітня 1932)
- Майор охоронної поліції (5 січня 1942)
- Штурмбаннфюрер СС (11 травня 1942)
- Оберштурмбаннфюрер СС і оберст-лейтенант охоронної поліції (30 січня 1943)
- Штандартенфюрер СС і оберст охоронної поліції (9 листопада 1943)

## Нагороди
- Балтійський хрест
- Німецький імперський спортивний знак у сріблі
- Почесний хрест ветерана війни з мечами
- Пам'ятна військова медаль (Угорщина)
- Пам'ятна військова медаль (Австрія) з мечами
- Медаль за участь у Європейській війні (1915—1918) з мечами (Болгарія)
- Медаль «У пам'ять 13 березня 1938 року»
- Залізний хрест 2-го класу (27 січня 1942)
- Нагрудний знак «За поранення» в чорному (28 січня 1942)
- Залізний хрест 1-го класу (5 лютого 1942)
- Штурмовий піхотний знак в сріблі (10 травня 1942)
- Лицарський хрест Залізного хреста (11 травня 1942)
- Медаль «За зимову кампанію на Сході 1941/42» (1 серпня 1942)
- Медаль «За вислугу років у поліції» 3-го і 2-го (30 січня 1943) ступеня (18 років)
- Хрест Воєнних заслуг 2-го класу з мечами (1 грудня 1943)
- Офіцер ордена Заслуг (Угорщина) з військовою відзнакою і мечами (22 лютого 1944)
- Відзнака для східних народів 2-го класу в сріблі (7 квітня 1944)
- Німецький хрест в золоті (28 квітня 1944)

## Галерея

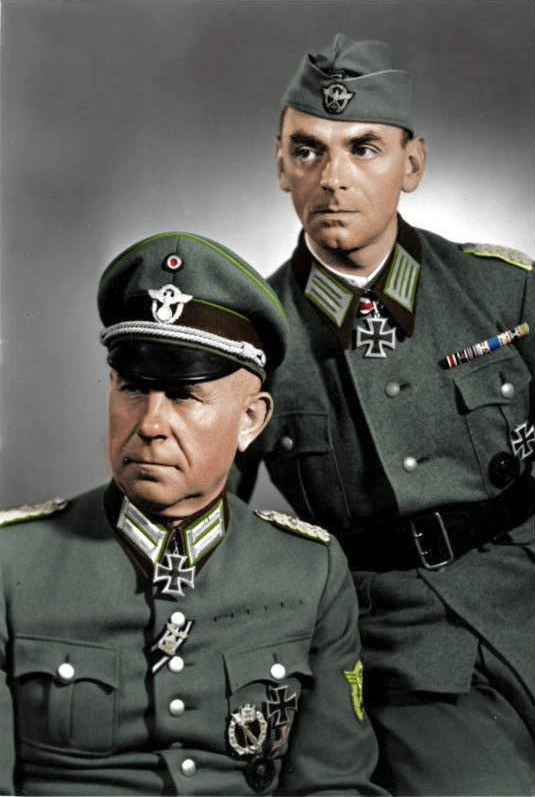
Рудольф Паннір (праворуч) і Бернгард Грізе.
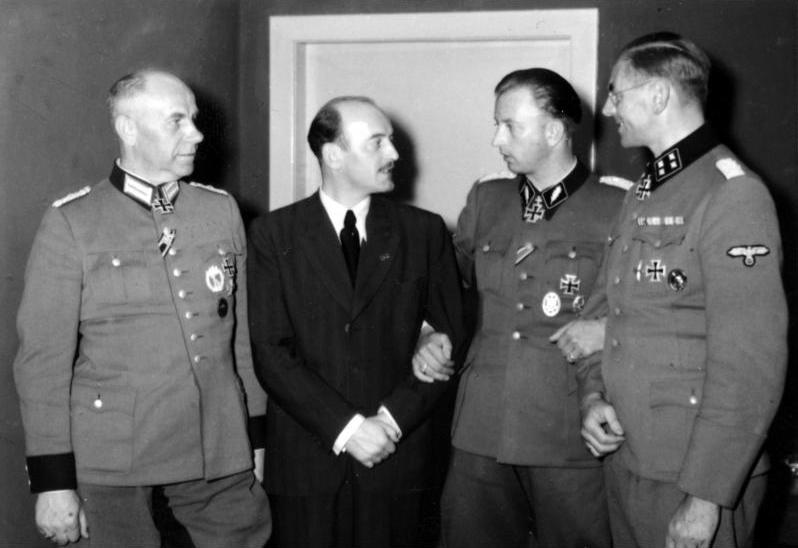
Зліва направо: Бернгард Грізе, Гайнц Гедекке, Герман Фегелейн і Рудольф Паннір.
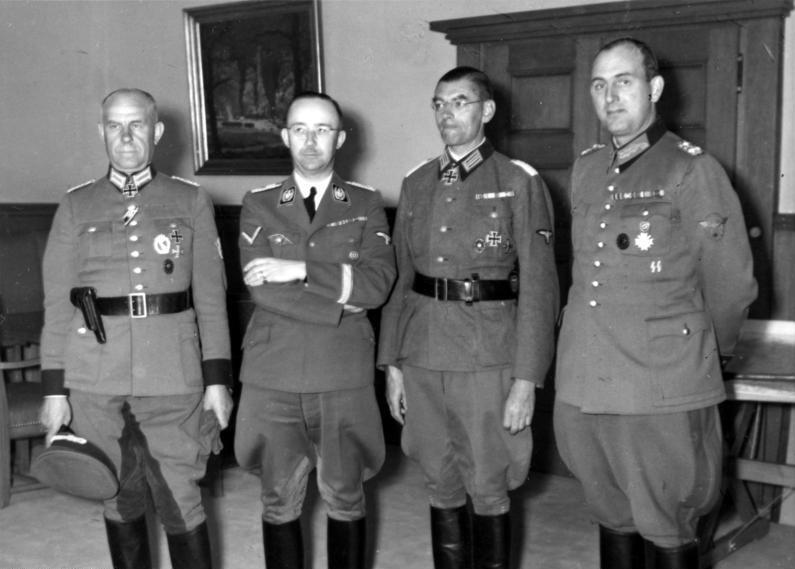
Зліва направо: Бернгард Грізе, Генріх Гіммлер, Паннір і Курт Далюге.